# Parafia Chrystusa Króla w Suwałkach
Parafia Chrystusa Króla w Suwałkach została utworzona w 1992 roku. Należy do dekanatu Suwałki – św. Benedykta i Romualda diecezji ełckiej. Kościół parafialny wybudowany w latach 1997–2001. Parafię prowadzą księża diecezjalni.